# Antonio García (Handballspieler)
Antonio García, mit vollem Namen Antonio Jésus García Robledo (* 6. März 1984 in La Llagosta, Provinz Barcelona), ist ein spanischer Handballtrainer und bis 2025 Handballspieler, der zumeist auf Rückraum links eingesetzt wurde.

## Vereinskarriere
Der 1,90 m große und 97 kg schwere Rechtshänder begann mit 14 Jahren mit dem Handballspiel bei Fraikin BM Granollers. 2003 unterschrieb er seinen ersten Vertrag und spielte zuerst in der zweiten, ab 2005 in der ersten Mannschaft. Mit dem Team aus Granollers erreichte er das Finale des EHF-Europapokals der Pokalsieger 2009/2010. Auf Grund der wirtschaftlichen Lage verließ er Granollers nach der Spielzeit 2010/2011 und wechselte zu Ademar León. Mit Ademar unterlag er trotz sieben Treffern im Finale der Copa Asobal 2011/2012 dem FC Barcelona. Die Erstligasaison 2011/2012 beendete er mit León auf Platz 3.
Zur Saison 2012/2013 verpflichtete ihn der französische Verein Paris Saint-Germain, mit dem er 2013 die französische Meisterschaft und 2014 den französischen Pokal gewann. Mit PSG nahm er an der EHF Champions League 2013/14 teil und qualifizierte sich für das Viertelfinale.
Im Jahr 2014 wechselte Antonio García zum ungarischen Verein Pick Szeged, der mit ihm jeweils Zweiter der ungarischen Meisterschaften 2014/2015 und 2015/2016 wurde.
Im Sommer 2016 schloss er sich dem dänischen Erstligisten KIF Kolding København an.
García wechselte im März 2017 zum FC Barcelona. Mit Barcelona gewann er die spanische Meisterschaft 2017 und den spanischen Pokal.
Ab 2017 stand er beim rumänischen Erstligisten CSM Bukarest unter Vertrag, mit der er in der Saison 2017/2018 Platz 4 der rumänischen 1. Liga erreichte.
Zur Saison 2017/2018 kam Antonio García zurück zu Fraikin BM Granollers, mit dem er den 3. Platz der Liga belegte.
García wechselte im September 2019 zum von seinem Landsmann Alberto Entrerríos trainierten französischen Erstligisten HBC Nantes. Die wegen der COVID-19-Pandemie abgebrochene Saison der Starligue beendete er mit dem Verein aus Nantes auf Platz 2.
Im Sommer 2020 kehrte er erneut nach Spanien zu Fraikin BM Granollers zurück. Mit Granollers erreichte er 2022 das Finale in der spanischen Copa del Rey, das gegen den favorisierten FC Barcelona verloren ging. Am 3. März 2023 erzielte er sein 1000. Tor in der Liga Asobal. Nach der Saison 2024/2025, in der er zum Most Valuable Player der Liga gewählt wurde, beendet er seine Karriere als Handballspieler.
Antonio García bestritt von 2004 bis 2025 in 16 Spielzeiten der 1. Liga Spaniens insgesamt 371 Partien und warf darin 1394 Tore. In der ersten französischen Liga wurde er in drei Saisons in 65 Partien eingesetzt und warf darin 123 Tore.

## Nationalmannschaft
Am 18. März 2003 bestritt Antonio García sein erstes Spiel für eine spanische Auswahlmannschaft. Insgesamt war er in vier Spielen der Jugendnationalmannschaft Spaniens eingesetzt und kam dabei auf sieben Tore.
Für die spanische Juniorenauswahl wurde García erstmals am 9. Januar 2004 aufgeboten. Er nahm mit dem Team an der U-20-Europameisterschaft 2004 und der U-21-Weltmeisterschaft 2005 teil. In insgesamt 27 Länderspielen für die Junioren erzielte er 62 Tore.
Antonio García stand ab Oktober 2010 im Aufgebot der spanischen Nationalmannschaft. Bei der Weltmeisterschaft 2013 im eigenen Land wurde er Weltmeister. Ein Jahr später gewann er die Bronzemedaille bei der Europameisterschaft 2014 in Dänemark. Nach fünfjähriger Abstinenz kehrte er 2021 in die spanische Auswahl zurück und gewann bei den Olympischen Spielen in Tokio Bronze. Bei der Europameisterschaft 2022 gewann er mit Spanien die Silbermedaille, er bestritt fünf von neun Spielen und warf neun Tore. Bis März 2024 bestritt er 103 Länderspiele, in denen er 205 Tore warf.

## Handballtrainer
Nach seiner Spielerkarriere begann er als Assistenz-Trainer der ersten Männermannschaft bei Fraikin BM Granollers.

## Ehrungen
In den Spielzeiten 2010/2011, 2011/2012, 2020/2021, 2021/2022, 2022/2023, 2023/2024 und 2024/2025 wurde er zum besten linken Rückraumspieler der spanischen ersten Liga gewählt. In der Saison 2024/2025 war er zudem zum Most Valuable Player der Liga gewählt worden.